# Чакшире
Чакшире су део мушке српске народне ношње.
Јављају се у 16. веку, а почетком 20. века избачене су из народне ношње Србије. Углавном су се правиле од сукна, тканине попут платна. Дуга турска владавина и економска потчињеност оставили су дубок траг у ношњи.

## Типови чакшира
Ношена су углавном три типа мушких чакшира:
1. уске беле беневреке
2. пеленгире
3. широке тураче, или потурлије, сличне турским чакширама

### Беневреци
Чакшире од белог сукна, са уским и при дну разрезаним ногавицама, са мањим и плитким туром и изрезима на горњем предњем делу, најзаступљеније су биле у источној Србији и Војводини.

### Пеленгире
Чакшире широких краћих ногавица (до испод колена), распрострањене у Старом Влаху и у динарским областима. Другачије се зову шалваре. Прављене су од неуваљаног сукна, широког тура и широких краћих ногавица.

### Потурлије
Широке чакшире, тураче/потурлије, најпре су ношене по градовима, израђиване од плаве и црне чохе, богато украшене златним ткањем. Касније их прихвата сеоско становништво.
Становништво нишког, лесковачког и врањског подручја носило је простију, грубљу ношњу од домаћих тканина, без много украса и веза. Међу српским ношњама најлепше су из Шумадије, Београдске Посавине и Подунавља.